# Baie d'Eltanin
La baie d’Eltanin est une baie de l'Antarctique, au sud de la mer de Bellingshausen. Elle se situe à l'est de la terre d'Ellsworth et à la base ouest de la péninsule Antarctique. Elle est large d'environ 65 km et a été cartographiée par l'United States Geological Survey  entre 1961 et 1966 par des études et des photos aériennes réalisées par l'US Navy. Elle est nommée par l'Advisory Committee on Antarctic Names d'après le navire de recherche océanographique américain de l'United States Antarctic Program, l'USNS Eltanin (en) qui a mené de nombreuses recherches dans l'océan pacifique sud,. 